# Hatefiles
Hatefiles est l'unique compilation du groupe de metal industriel Fear Factory, sorti en 2003.
| No  | Titre                              | Durée |
| --- | ---------------------------------- | ----- |
| 1.  | Terminate                          | 4:06  |
| 2.  | Frequency                          | 3:00  |
| 3.  | Demolition Racer                   | 0:50  |
| 4.  | Machine Debaser                    | 4:16  |
| 5.  | Invisible Wounds (The Suture Mix)  | 3:36  |
| 6.  | Resurrection (TLA Big Rock Mix)    | 4:04  |
| 7.  | Edgecrusher (Urban Assault Mix)    | 4:34  |
| 8.  | Descent (Falling Deeper Mix)       | 4:36  |
| 9.  | Body Hammer (Colin Richardson Mix) | 5:09  |
| 10. | Zero Signal (Colin Richardson Mix) | 5:41  |
| 11. | Cars (Numanoid Mix)                | 3:41  |
| 12. | Dark Bodies (demo)                 | 3:59  |
| 13. | Replica (live)                     | 3:59  |
| 14. | Cyberdyne                          | 4:28  |
| 15. | Refueled                           | 4:37  |
| 16. | Transgenic                         | 5:42  |
| 17. | Manic Cure                         | 5:08  |
| 18. | New Breed (Spoetnik Mix)           | 3:54  |